# Mirabile Dictu
Le Festival international du film catholique Mirabile Dictu, parfois nommé Festival du cinéma catholique, est un festival indépendant conçu et créé par la réalisatrice Liana Marabini sous le parrainage principal du Conseil pontifical pour la culture du Saint-Siège. Il est célébré chaque année, ordinairement dans la ville de Rome en Italie. Sa première édition a été réalisée en 2010. La devise vient de l'expression latine Mirabile Dictu qui se traduit par « merveilleux à raconter ».
Le festival se veut un lieu de rencontre entre les acteurs, les réalisateurs et les producteurs de cinéma qui promeuvent « des valeurs morales universelles et des modèles positifs », et s'intéresse explicitement aux productions « inspirées par la foi catholique ».

## Prix
| Année     | Meilleur film                                                                                  | Meilleur documentaire                                                             | Meilleur court-métrage                                            | Meilleur acteur / Meilleure actrice                | Meilleur réalisateur                                                                                         | Hommage pour toute une vie                                              | Prix Capax Dei                                                                                |
| --------- | ---------------------------------------------------------------------------------------------- | --------------------------------------------------------------------------------- | ----------------------------------------------------------------- | -------------------------------------------------- | --- | ----------------------------------------------------------------------- | --------------------------------------------------------------------------------------------- |
| 2010      | Désobéir de Joel Santoni                                                                       | Veilleurs dans la nuit d'Eddy Vicken et Yvon Bertorello                           | The Butterfly Circus (en) de Joshua Weigel                        |                                                    | Paul Brady pour Janey Mary                                                                                   |                                                                         |                                                                                               |
| 2011      | Duns Scot de Fernando Muraca ( Italie)                                                         | La última cima (es) de Juan Manuel Cotelo (es)                                    | Kavi de Gregg Helvey                                              | Adriano Braidotti pour Duns Scot                   | José Luis Gutiérrez pour Marcelino pan y vino (es) ( Mexique)                                                | Remo Girone (it)                                                        | Ex aequo La città invisibile de Giuseppe Tandoi et L’uomo del grano de Giancarlo Baudena      |
| 2012      | Meilleur film pour les jeunes The War of the Vendée de Jim Morlino ( États-Unis)               | Cercando le 7 chiavi di Antonio Gaudí de Massimo Manservigi ( Italie)             | On the Road to Tel Aviv de Ken Shalem ( Israël)                   | Andy García pour Cristeros ( Mexique- États-Unis)  | Inmaculada Hoces pour Una Canción ( Espagne)                                                                 | Robert Hossein                                                          | Pour un premier film Hay mucha gente buena d'Antonio Cuadri ( Espagne)                        |
| 2013      | Noëlle de David Wall ( États-Unis)                                                             | 7 ans de conviction d'Ariel Camacho ( France)                                     | Pour l’amour de l’Amour de Michel-Marie Zanotti-Sorkine ( France) | Katia Miran pour Je m'appelle Bernadette ( France) | David Wall pour Noëlle ( États-Unis)                                                                         | Marie-Christine Barrault                                                | In Her Footsteps: The Story of Kateri Tekakwitha de Matt Gallagher ( Canada)                  |
| 2014      | Un dios prohibido de Pablo Moreno ( Espagne)                                                   | Voyage au coeur du Vatican de Stéphane Ghez ( France)                             | Cercavo qualcos’altro d'Alessio Rupalti ( Italie)                 | Juliet Stevenson pour The Letters ( États-Unis)    | William Riead pour The Letters ( États-Unis)                                                                 | Prix Friends of the Festival Nolite timere de Giuseppe Tandoi ( Italie) | Catholicism de Robert Barron ( États-Unis) L'Apôtre de Cheyenne-Marie Carron ( France)        |
| 2015      | Felices los que lloran de Marcelo Torcida ( Paraguay)                                          | Right Footed de Nicholas Spark ( États-Unis)                                      | In my Brother's Shoes de Lucia Mauro ( États-Unis)                | Juan del Santo pour Flow ( Espagne)                | Marcelo Torcida pour Felices los que lloran ( Paraguay)                                                      |                                                                         | La Madonna del parto d'Alessandro Perrella ( Italie)                                          |
| 2016      | Poveda de Pablo Moreno prix remis au producteur, Andrés Garrigò (Goya Producciones) ( Espagne) | A Life is Never Wasted de Krzysztof Tadej ( Pologne)                              | The Confession, de Johnn La Raw ( Corée du Sud)                   |                                                    | Peter Schreiner pour Lampedusa ( Autriche)                                                                   | Bibi Ballandi (en)                                                      | Kateri de James Kelty ( États-Unis)                                                           |
| 2017      | Ignacio de Loyola: Soldado, Pecador, Santo de Paolo Dy ( Philippines)                          | A Man of God de Krzysztof Tadej ( Pologne)                                        | Come and see de Selina De Maeyer ( Pays-Bas)                      |                                                    | Pablo Moreno pour Luz de Soledad ( Espagne)                                                                  | Claudio Scimone                                                         | Syllabes Divines, Mystère sur la Prophétie de Jérémie d'Olivier-Thomas Vénard ( Israël)       |
| 2018      | Pane dal cielo de Giovanni Bedeschi ( Italie)                                                  | The Black Madonna de Bernadeta Tókarova ( Slovaquie)                              | Conversación de Cristian Garcia ( Pérou)                          |                                                    | Giovanni Bedeschi pour Pane dal cielo ( Italie)                                                              |                                                                         | Benedict, in honor of the Truth, produit par Rome Reports ( Italie)                           |
| 2019      | Otto Neururer, Hope Through Darkness de Hermann Weiskopf ( Autriche)                           | J.R.R. Tolkien. An Unexpected Friend de Ricardo del Pozo ( États-Unis)            | Faces d'Ernő Zoltán Balogh ( Hongrie)                             |                                                    | Derick Cabrido pour Clarita ( Philippines)                                                                   |                                                                         | Joseph Freinademetz, The First Saint to Ever Serve in Hong Kong par Lai Nor Ngan ( Hong Kong) |
| 2020      | The Day of Wrath de Jacek Raginis Królikiewicz ( Pologne)                                      | I have a name de Lucia Mauro ( États-Unis)                                        | Medjugorje Land of Faith de Pietro Pellizzieri ( Italie)          |                                                    | Antonio Olivié pour John Paul II is Still Alive ( Espagne)                                                   |                                                                         | Formation de John “JP” Kloess ( États-Unis)                                                   |
| 2021      | Another Way to Build Europe de Francisco Campos Barba ( Espagne)                               | One Earth de Francesco de Augustinis ( Italie)                                    | One de Javier Marco Rico ( Espagne)                               |                                                    | Milutin Daka Darić pour Riche For the Sky ( Monténégro)                                                      |                                                                         | Garbage Bin Meals de Dr Satyakam Phukan ( Inde)                                               |
| 2022      | Mother Teresa & Me de Kamal Musale ( Suisse)                                                   | Li chiamano caminantes (ou L’esodo dimenticato) d'Oreste Bocco ( Italie)          | The Day My Father Died d'Emre Sefer ( Turquie)                    |                                                    | Marco Pollini pour The Great Salento War ( Italie)                                                           |                                                                         |                                                                                               |
| 2023-2024 | La sirvienta de Pablo Moreno ( Espagne)                                                        | Arma Christi : une chronique de la dissidence de Victoria Darves-Bornoz ( France) | Zatti, hermano nuestro de Don Ricardo Campoli ( Argentine)        |                                                    | Ex aequo Eddie McClintock pour Miracle at Manchester ( États-Unis) et Jan Sobierajski pour Called ( Pologne) |                                                                         | Nouvelle création amoureuse de Huayu Yang ( Chine)                                            |
| 2025      | Aydinlar, de Muzaffarkhon Erkinov et Muzaffar Karabayev ( Ouzbékistan)                         | Espero el cielo, de Daniele Pignatelli ( Italie)                                  | Anniversary de Kristóf Szalay ( Hongrie)                          |                                                    | Alexandre Machafer pour Jorge da Capadócia ( Brésil)                                                         |                                                                         | Les Juifs de Lackenbach, de Norbert Blecha ( Autriche)                                        |

## Jury
| Année | Président                                 | Membres |
| ----- | ----------------------------------------- | --- |
| 2010  |                                           | Luca Barbareschi, réalisateur ( Italie) Benedicta Boccoli, actrice ( Italie) Mons. Franco Perazzolo Gianni Quaranta, scénographe ( Italie) Princesse Maria Pia Ruspoli, actrice ( Italie)              |
| 2011  | Andrea Piersanti                          | Mons. Franco Perazzolo Princesse Maria Pia Ruspoli ( Italie) Carlo Degli Esposti, producteur Gianni Quaranta, scénographe ( Italie)                                                                    |
| 2012  | Remo Girone (it)                          | Princesse Maria Pia Ruspoli, Gianni Quaranta |
| 2013  |                                           | |
| 2014  | Norbert Blecha, producteur ( Autriche)    | Mons. Franco Perazzolo ( Vatican) Princesse Maria Pia Ruspoli, actrice ( Italie) Michèle Navadic ( Belgique)                                                                                           |
| 2015  | Norbert Blecha, producteur ( Autriche)    | Monsignor Franco Perazzolo, ( Vatican) Princesse Maria Pia Ruspoli, actrice ( Italie Michèle Navadic, directrice de programmation TV ( France) Oriana Mariotti, productrice ( Italie)                  |
| 2016  |                                           | Norbert Blecha, producteur ( Autriche) Mons. Franco Perazzolo ( Vatican) Princesse Maria Pia Ruspoli, actrice ( Italie)                                                                                |
| 2017  | Rupert Wynne-James                        | Princesse Maria Pia Ruspoli ( Italie) |
| 2018  | Rupert Wynne-James, acteur ( Royaume-Uni) | Princesse Maria Pia Ruspoli, actrice ( Italie) Norbert Blecha, producteur ( Autriche) |
| 2019  | Princesse Maria Pia Ruspoli ( Italie)     | Mauro Marabini, Rupert Wynne-James, acteur ( Royaume-Uni) Norbert Blecha, producteur ( Autriche), Oriana Mariotti                                                                                      |
| 2020  | Princesse Maria Pia Ruspoli ( Italie)     | Norbert Blecha, producteur ( Autriche) Luca Caruso, journaliste ( Vatican) Brian Finch, artiste ( Écosse) Rupert Wynne-James, acteur ( Royaume-Uni)                                                    |
| 2021  |                                           | |
| 2022  | Princesse Maria Pia Ruspoli ( Italie)     | Norbert Blecha, producteur ( Autriche) Maria Bologna, journaliste ( Monaco) Luca Caruso, journaliste ( Vatican) Wlodzimierz Redzioch, journaliste ( Pologne) Rupert Wynne-James, acteur ( Royaume-Uni) |
| 2024  | Princesse Maria Pia Ruspoli ( Italie)     | Norbert Blecha, producteur ( Autriche) Luca Caruso, journaliste ( Vatican) Wlodzimierz Redzioch, journaliste ( Pologne) Rupert Wynne-James, acteur ( Royaume-Uni)                                      |
| 2025  | Princesse Maria Pia Ruspoli               | Rupert Wynne-James, acteur Luca Caruso, journaliste Geoffrey d’Adhémar, producteur Elliott Harper, scénariste                                                                                          |